# وب سیتی (اکلاهما)
وب سیتی(به انگلیسی: Webb City) شهری در ایالت اکلاهما کشور ایالات متحده آمریکا است که جمعیت آن در سرشماری سال ۲۰۱۰ میلادی، ۶۲ نفر بوده‌است.